# Berta Isabel Cáceres Flores
Berta Isabel Cáceres Flores (La Esperanza, 4 de març de 1971, 1972, o 1973 - 2 de març de 2016) fou una ecofeminista, activista ambientalista i a favor dels drets de les persones indígenes d'Hondures i pertanyent al grup humà lenca. El 2015, guanyà el Premi Mediambiental Goldman i liderà una campanya per a la paralització de la construcció d'una presa a Hondures. Va rebre amenaces a causa del seu activisme i morí assassinada malgrat la petició de protecció realitzada per l'ONU.

## Biografia
Sa mare era també activista i d'ella agafà un model que emular des de l'adolescència quan va participar en organitzacions estudiantils. Es va graduar com a mestra i fou una de les fundadores el 1993 del Consell Cívic d'Organitzacions Populars i Indígenes d'Hondures (COPINH). Es casà amb Salvador Zúniga, també dirigent del COPINH, amb qui va tenir quatre fills. Es va comprometre contra les conseqüències socials de la mineria a cel obert. L'any 2012 rebé el Premi Shalom a Alemanya per la seua defensa dels drets humans. El 2014 fou finalista del Premi Front Line Defenders a Irlanda.
El 2006, Cáceres exercí de coordinadora de l'acció de la comunitat lenca per a denunciar al COPINH les conseqüències del projecte de construir una presa d'Agua Zarca (finançada per la Corporació Financera Internacional (IFC), branca del Banc Mundial, i el Banc Holandès de Desenvolupament (FMO) al riu Gualcarque. L'acció que desenvoluparen sota la seua coordinació arribà a aconseguir la retirada de l'empresa constructora de la presa, Sinohydro, fet que la va fer mereixedora del premi Goldman.
El 20 de febrer de 2016 ella, junt a la comunitat del riu Blanco i altres membres del COPINH, van estar protestant contra l'empresa Desarrolos Eléctricos SA (DESA) per la pretensió de construir una presa al riu Gualcarque. Durant la protesta van ser amenaçats i reprimits. Després de la protesta, Cáceres rebé amenaces de mort. El 25 de febrer una comunitat lenca fou forçada a marxar de les seues propietats i aquestes foren destruïdes.
Abans d'haver sigut assassinada, segons digué sa mare, va tenir una baralla amb militars i els amos de l'empresa encarregada de fer la presa. Mentre que sa mare afirmava que a la seua filla no li arribaven les mesures cautelars, el ministre de seguretat afirmà que Cáceres havia renunciat a la seua seguretat en canviar de domicili sense avisar.
Fou abatuda a trets a la colònia El Líbano, La Esperanza, Intibucá, el 3 de març de 2016. El seu assassinat provocà que el Consejo Indígena de Centro América realitzés una petició a l'ONU d'investigar eficaçment la mort i es feren concentracions arreu del món per a reclamar justícia i protecció enfront del paramilitarisme. En el moment del seu assassinat, estava present l'activista mexicà Gustavo Castro Soto, que resultà ferit. El cos de Berta Cáceres fou traslladat amb un helicòpter conduït per l'exèrcit al centre Medicina Forense de Tegucigalpa. Se li practicà una autòpsia i se l'entregà a la família.

## La investigació de la seua mort
En un primer moment la policia considerà que fou un robatori, i hi va haver declaracions contradictòries dels dos testimonis que estaven amb ella quan l'assassinaren. El sospitós, Aurelio Molina, fou alliberat. L'organització Otros Mundos demanà als activistes que vigilessin Gustavo Castro Soto perquè l'havien amenaçat de mort.
Un informe fet per experts internacionals i publicat el 31 d'octubre de 2017 conclogué que:
| « | L'assassinat de Berta Isabel Cáceres Flores executat el 2 de març de 2016, va respondre, com a mínim, a un plan concebut, per alts directius de DESA, almenys des del mes de novembre de 2015, havent-se delegat en un dels processats l'execució de l'operatiu i l'articulació amb agents estatals i no estatals per a aconseguir-ho. | » |

L'informe afirmà que més gent hauria de ser investigada.

## Judici
Després d'un judici ple d'irregularitats, el 19 d'octubre de 2018 el Tribunal de Sentència de Tegucigalpa va emetre un veredicte de condemna contra els acusats com a autors materials de l'assassinat, però tant la família de Berta Cáceres com el COPINH van denunciar la impunitat en què seguien quedant els autors intel·lectuals i inductors de l'assassinat. Com es va dir en aquells dies. «Hi va haver sentència, però no hi va haver justícia». Nogensmenys, s'ha qualificat l'assassinat de Berta Cáceres com un crim polític.
El 2018 es van condemnar set dels vuit acusats a penes d'entre 30 i 50 anys de presó per aquells fets. El 2019 la Fiscalia d'Hondures demanà presó de per vida als condemnats.
El Tribunal de Sentència d'Hondures va condemnar el 5 de juliol de 2021 l'empresari Roberto David Castillo, expresident executiu de la companyia hidroelèctrica DESA com a «coautor intel·lectual» de l'assassinat a trets de Cáceres. Al judici es va demostrar que Castillo seguia ordres de la família Atala Zablah –propietària de l'empresa i una de les grans fortunes d'Hondures– i va coordinar seguiments, amenaces i atacs contra l'activista que van concloure amb l'assassinat.